# Pseudocolopteryx citreola
El doradito limón (en Argentina) (Pseudocolopteryx citreola), también llamado pájaro amarillo (en Chile), es una especie de ave paseriforme de la familia Tyrannidae perteneciente al género Pseudocolopteryx. Es nativo del centro-oeste del Cono sur de América del Sur. 

## Distribución y hábitat
Se reproduce en las zonas pantanosas del oeste de la Argentina y del centro de Chile. Migra en el invierno hasta Bolivia. Existe un registro en Paraguay.
En Argentina, en la época de cría se encuentra desde provincia de Salta, hasta el sur hasta Chubut y el oeste de Río Negro, ausentándose de estas áreas en el invierno. En la temporada no reproductiva baja regularmente hacia el este hasta las provincias de Santa Fe, Entre Ríos y Buenos Aires.
En Chile se reproduce desde la Región Metropolitana de Santiago a la Provincia de Valdivia de la Región de Los Ríos, aunque no es común en ninguna parte. Su mayor densidad parece estar en los alrededores de la ciudad de Chillán. Todos los registros chilenos son de primavera y verano, parece salir del país durante el invierno.
Habita en densos arbustales Baccharis salicifolia (de 1–2 m de altura), en arbustales abiertos Tamarix gallica (de hasta 3 m de altura), en densos arbustales (Tessaria absinthioides) con algunos Tamarix dispersos de hasta 4 m de altura, en Tamarix y Baccharis, y en lagunas con juncales (Typha sp. y Juncus sp.); o en Chile en pantanos costeros, típicamente con menos de 1 m de altura, adyacentes a grupos de sauces; también en campos de maíz y herbazales durante la migración. El registro en Paraguay fue hecho en un pantano extenso dominado por Cyperus giganteus (Cyperaceae) y Thalia geniculate (Maranthaceae). En altitudes entre 300 y 1300 m en Argentina, y hasta el nivel del mar en el centro de Chile.

## Sistemática

### Descripción original
La especie P. citreola fue descrita por primera vez por el ornitólogo alemán Christian Ludwig Landbeck en el año 1864 bajo el nombre científico Arundinicola citreola; su localidad tipo es: «riberas del río Mapocho, en Santiago». El holotipo está depositado en el Museo Americano de Historia Natural de Nueva York.

### Etimología
El nombre genérico femenino «Pseudocolopteryx» se compone de la palabra del griego «pseudos» que significa ‘falso’, y de «Colopteryx», que es un género obsoleto de atrapamoscas pigmeos (Ridgway, 1888); y el nombre de la especie «citreola» proviene del latín moderno «citreolus»  que significa ‘de color limón’.

### Taxonomía
En el año 1926 Alexander Wetmore la menciona para la Argentina, y describe su voz. Un año después, Carl Eduard Hellmayr la sinonimiza en la especie Pseudocolopteryx flaviventris, basándose en las similitudes en el plumaje y medidas, aunque los promedios de P. citreola muestran un largo total y de alas mayor que P. flaviventris. Él ni siquiera le dio una categoría de subespecie, por lo que el nombre quedó por completo en la sinonimia de P. flaviventris.
Durante mucho tiempo este taxón muy tratado como inválido, hasta que en el año 2010 se demostró que las aves del oeste de la Argentina y Chile son ligeramente más grandes y presentan un canto muy distinto, con respecto a las de las que habitan en el este de la Argentina, Uruguay, y sur del Brasil. Ambos taxones están reproductivamente separados por los áridos arbustales de la provincia fitogeográfica del monte, la que no cuenta con el hábitat adecuado para ninguna de las dos especies. La separación fue aprobada en la Propuesta No 420 al Comité de Clasificación de Sudamérica (SACC).
Un estudio de Jordan et al. (2020) que analizó el ADN mitocondrial de las especies del género, encontró que las dos especies no se distinguen genéticamente dentro del muestreo realizado.
Es monotípica.